# Anglez
Anglez - (ang. anglaise angielczyk) to nazwa tańców w takcie parzystym lub czasem trójdzielnym powstałych około XVII-XIX w., rodzaj kontredansa.